# يو إف سي في 2010
كان عام 2010 هو العام الثامن عشر في تاريخ بطولة القتال النهائي (يو إف سي)، وهي عبارة عن ترويج لفنون القتال المختلطة مقره الولايات المتحدة. في عام 2010، عقدت يو إف سي 24 حدث بدءاً من يو إف سي 108: إيفانز ضد سيلفا.

## قائمة الأحداث
| #   | الحدث                                               | التاريخ        | المكان                     | الموقع                                       | الحضور |
| --- | --------------------------------------------------- | -------------- | -------------------------- | -------------------------------------------- | ------ |
| 166 | يو إف سي 124: سانت بيير ضد كوسشيك 2                 | 11 ديسمبر 2010 | مركز بيل                   | مونتريال، كيبك، كندا                         | 23٬152 |
| 165 | المقاتل النهائي: نهائي فريق جي أس بي ضد فريق كوسشيك | 4 ديسمبر 2010  | منتجع بالمز كازينو         | لاس فيغاس، نيفادا، الولايات المتحدة          | 1٬903  |
| 164 | يو إف سي 123: رامبيج ضد ماتشيدا                     | 20 نوفمبر 2010 | قصر أوبورن هيلز            | أوبورن هيلز، الولايات المتحدة                | 16٬404 |
| 163 | يو إف سي 122: ماركوارت ضد أوكامي                    | 13 نوفمبر 2010 | كونيغ بيلسنر أرينا         | أوبرهاوزن، ألمانيا                           | 8٬421  |
| 162 | يو إف سي 121: ليسنر ضد فيلاسكيز                     | 23 أكتوبر 2010 | هوندا سنتر                 | أنهايم، كاليفورنيا، الولايات المتحدة         | 14٬856 |
| 161 | يو إف سي 120: بيسبنغ ضد أكياما                      | 16 أكتوبر 2010 | ذا أوه2 أرينا              | لندن، إنجلترا، المملكة المتحدة               | 17٬133 |
| 160 | يو إف سي 119: مير ضد كرو كوب                        | 25 سبتمبر 2010 | كونسيكو فيلدهاوس           | إنديانابوليس، إنديانا، الولايات المتحدة      | 15٬811 |
| 159 | يو إف سي ليلة القتال: ماركوارت ضد بالهاريس          | 15 سبتمبر 2010 | مركز فرانك أروين           | أوستن، تكساس، الولايات المتحدة               | 7٬724  |
| 158 | يو إف سي 118: إدغار ضد بن 2                         | 28 أغسطس 2010  | تي دي غاردن                | بوسطن، ماساتشوستس، الولايات المتحدة          | 14٬168 |
| 157 | يو إف سي 117: سيلفا ضد سونين                        | 7 أغسطس 2010   | أوراكل أرينا               | أوكلاند، كاليفورنيا، الولايات المتحدة        | 12٬971 |
| 156 | يو إف سي لايف: جونز ضد ماتيوشينكو                   | 1 أغسطس 2010   | ملعب سان دييغو الرياضي     | سان دييغو، كاليفورنيا، الولايات المتحدة      | 8٬132  |
| 155 | يو إف سي 116: ليسنر ضد كاروين                       | 3 يوليو 2010   | إم جي إم جراند جاردن أرينا | لاس فيغاس، نيفادا، الولايات المتحدة          | 12٬740 |
| 154 | المقاتل النهائي: نهائي فريق ليدل ضد فريق أورتيز     | 19 يونيو 2010  | منتجع بالمز كازينو         | لاس فيغاس، نيفادا، الولايات المتحدة          | 1٬708  |
| 153 | يو إف سي 115: ليدل ضد فرانكلين                      | 12 يونيو 2010  | جنرال موتورز بليس          | فانكوفر، كولومبيا البريطانية، كندا           | 17٬669 |
| 152 | يو إف سي 114: رامبيج ضد إيفانز                      | 29 مايو 2010   | إم جي إم جراند جاردن أرينا | لاس فيغاس، نيفادا، الولايات المتحدة          | 14٬996 |
| 151 | يو إف سي 113: ماتشيدا ضد شوغون 2                    | 8 مايو 2010    | مركز بيل                   | مونتريال، كيبك، كندا                         | 17٬647 |
| 150 | يو إف سي 112: لا يقهر                               | 10 أبريل 2010  | ساحة الحفل، جزيرة ياس      | أبو ظبي، الإمارات العربية المتحدة            | 11٬008 |
| 149 | يو إف سي ليلة القتال: فلوريان ضد غومي [الإنجليزية]  | 31 مارس 2010   | مدرج بوجانجليس             | شارلوت، كارولاينا الشمالية، الولايات المتحدة | 7٬700  |
| 148 | يو إف سي 111: سانت بيير ضد هاردي                    | 27 مارس 2010   | مركز الحصافة               | نيوآرك، نيو جيرسي، الولايات المتحدة          | 17٬000 |
| 147 | يو إف سي لايف: فيرا ضد جونز                         | 21 مارس 2010   | مركز البنك الأول           | برومفيلد، كولورادو، الولايات المتحدة         | 6٬443  |
| 146 | يو إف سي 110: نوغيرا ضد فيلاسكيز                    | 21 فبراير 2010 | سيدني سوبر دوم             | سيدني، أستراليا                              | 17٬831 |
| 145 | يو إف سي 109: لا هوادة فيها                         | 6 فبراير 2010  | ميشيلوب ألترا أرينا        | لاس فيغاس، نيفادا، الولايات المتحدة          | 10٬753 |
| 144 | يو إف سي ليلة القتال: ماينارد ضد دياز               | 11 يناير 2010  | مركز باتريوت               | فيرفاكس، فيرجينيا، الولايات المتحدة          | 8٬078  |
| 143 | يو إف سي 108: إيفانز ضد سيلفا                       | 2 يناير 2010   | إم جي إم جراند جاردن أرينا | لاس فيغاس، نيفادا، الولايات المتحدة          | 13٬529 |